# カンムリカケス
カンムリカケス（学名：Platylophus galericulatus）は、スズメ目カラス科に分類される鳥類の一種。

## 分布
東南アジア